# Sorocea guilleminiana
Sorocea guilleminiana är en mullbärsväxtart som beskrevs av Gaud.. Sorocea guilleminiana ingår i släktet Sorocea och familjen mullbärsväxter. Inga underarter finns listade i Catalogue of Life.